# Lista de kickboxers femininos
Lista de kickboxers femininas. Na lista estão incluidas profissionais de artes marciais tais como bama-lethwei, kickboxing, pradal serey, Sanshou (sanda), savate e shoot boxing.

## A
- Mayumi Aoki
- Laura Arnold

## B
- Sandra Bastian
- Lydia Braniff
- Marissa Bright
- Megan Brown
- Amy Boreland
- Stephynee Bouquet
- Cathy Brown

## C
- Christi Saints Campbell
- Giulia Canton
- Nicky Carter
- Gina Carano
- Stephanie Cheeva
- Marloes Coenen
- Sophia Crawford
- Cristiane "Cyborg" Santos

## D
- Janine Davis
- Virginie Ducros
- Dina "Dinamite" Pedro

## E
- Ilonka Elmont

## F
- Ermelinda Fernandes

## G
- Fredia Gibbs
- Sandra Geiger
- Luisa Gullotti

## H
- Regina Halmich
- Dana Hee
- Valérie Hénin

## I
- Diana Lee Inosanto
- Saori Ishioka

## J
- Alissa James
- Chona Jason
- Rachael Jones
- Nancy Joseph
- Christina Jaakkola
- Jake Wilkins

## K
- Rena Kubota
- Naoko Kumagai
- Kate Kearney

## L
- Su Jeong Lim
- Mappela Lehtonen
- Mimi Lesseos
- Kathy Long
- La Tasha Marzolla
- Lisa Howarth

## M
- Athena Massey
- Claudia Mattiuzzi
- Lia Motelongo
- Dee Murray
- Stephanie Murray
- Laurie McNicholas
- Hilary Mack

## N
- Miriam Nakamoto
- Clara Norman
- Stacey Nuemour

## P
- Victoria Pratt
- Jenny Prowse
- Glenda Poeder

## R
- Germaine de Randamie
- Elena Reid
- Lucia Rijker
- Doris Reimer
- Saskia van Rijswijk
- Bridgett Riley
- Dany Roca
- Christina Rondeau
- Joann Rolison

## S
- Catya Sassoon
- Sachiyo Shibata
- Mette Solli
- Tonje Sørlie
- J.A. Steel

## T
- Inger Birgitte Tangstad
- Nicole Trimmel

## U
- Luraina Undershute

## W
- Hisae Watanabe
- Cheryl Wheeler

## Y
- Kalliopi Yeitsidou

## Z
- Al Zeitner